# Cung oán ngâm khúc

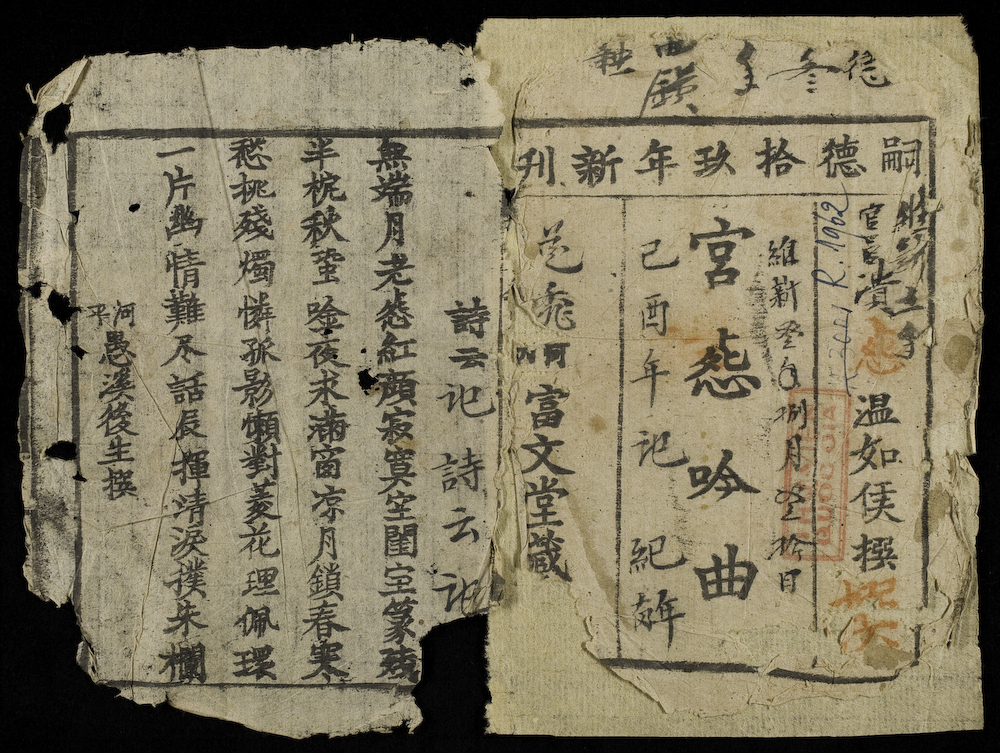
"Cung oán ngâm khúc", bản năm 1866 của xưởng in Phú Văn.

"Cung oán ngâm khúc" (chữ Hán: 宮怨吟曲) hay "Cung oán ngâm" là tác phẩm kiệt xuất của Nguyễn Gia Thiều, được viết bằng chữ Nôm, gồm 356 câu thơ làm theo thể song thất lục bát.

## Tóm tắt nội dung
"Cung oán ngâm khúc" là bài ca ai oán của người cung nữ có tài sắc, lúc đầu được nhà vua yêu chuộng, ái ân hết sức nồng nàn thắm thiết "mây mưa mấy giọt chung tình - đình trầm hương khoá một cành mẫu đơn", nhưng chẳng bao lâu đã bị ruồng bỏ. Ở trong cung, nàng xót thương cho thân phận mình và oán trách nhà vua phụ bạc "chơi hoa cho rữa nhuỵ dần lại thôi". Cung nữ khát khao muốn "đạp tiêu phòng mà ra" để trở về với cảnh đời "cục mịch nhà quê" thuở trước, nhưng nàng vẫn tiếp tục bị giam cầm trong cung điện vàng son, trong nỗi buồn đau sầu thảm và oán hờn chất chứa. Cuối cùng, nàng vẫn khát khao có lại những cuộc ân ái hiếm hoi khi xưa "giọt mưa cửu hạn còn mơ đến rày", vẫn mong chờ được nhà vua đoái hoài đến trong nỗi niềm tuyệt vọng:
Bóng câu thoáng bên mành mấy nỗi

Những hương sầu phấn tủi sao xong?

Phòng khi động đến cửu trùng

Giữ sao cho được má hồng như xưa?

## Ý nghĩa
"Cung oán ngâm khúc" là tiếng thét oán hờn của một trang nữ lưu tố cáo và phản kháng chế độ phong kiến đã đối xử phũ phàng tàn ác đối với phẩm giá và những tình cảm trong sáng, cao quý của người phụ nữ. Cung nữ chính là nạn nhân bi thảm của những đặc quyền phong kiến ích kỷ và vô nhân đạo, bị vua chúa biến thành đồ chơi để thoả mãn thú tính hoang dâm của mình, rồi bị ném đi không thương tiếc vào lãng quên. Nguyễn Gia Thiều là một văn hào uyên thâm và chứa chan tinh thần nhân đạo đã thấu hiểu nỗi lòng của người cung nữ, đã dồn hết tâm huyết và văn tài để viết nên một tác phẩm bất hủ, đau đớn xé lòng về cuộc đời nàng. Bài ngâm còn chứng minh cho thấy "bọn đại quý tộc đã không còn tin tưởng vào đạo trị quốc của nhà nho nữa".

## Giá trị nghệ thuật
Ngôn ngữ trong "Cung oán ngâm khúc" hết sức tài hoa, đài các, tinh xác và nhuần nhị, dùng nhiều chữ Hán và điển tích, điển cố như: gió vàng hiu hắt, lạnh ngắt như đồng, thân phù thế, mùi tục luỵ, mồi phú quý, bả vinh hoa, cánh buồm bể hoạn, hoa chúm chím chào, cợt đào ghẹt mai, thánh thót cung đàn, nỉ non tiếng địch, gay gắt điệu, tê tái lòng, má đào chon chót, âm thầm chiếc bóng, hồn bướm vẩn vơ, dế ran ri rỉ, quyên kêu ra rả...
Câu thơ trong "Cung oán ngâm khúc" được trau chuốt đến mức tuyệt xảo, âm điệu góc cạnh và dữ dội, dùng nhiều ngoa ngữ; mỗi câu thơ như dao khắc chạm vào đá gây ấn tượng đặc biệt mạnh mẽ:
Xiêm nghê nọ tả tơi trước gió

Áo vũ kia lấp ló trong trăng

hay
Thân này uốn éo vì duyên

Cũng cam một tiếng thuyền quyên với đời!

Đó là những câu thơ "kinh nhân" mà Đỗ Phủ xưa kia muốn đạt tới.
Thể thơ song thất lục bát làm cho nhạc điệu của "Cung oán ngâm khúc" hết sức réo rắt bởi sự hoà thanh của hai vần trắc ở hai câu 7 (nghe gay gắt) và sự hoà hoãn ở hai câu 6 - 8 (nghe êm dịu hơn). Vì thế "Cung oán ngâm khúc" được làm ra không phải để đọc mà là để ngâm nga.

## Một số câu thơ
Sau đây là đoạn mở đầu của "Cung oán ngâm khúc":
Trải vách quế gió vàng hiu hắt

Mảnh vũ y lạnh ngắt như đồng

Oán chi những khách tiêu phòng

Mà xui phận bạc nằm trong má đào?

Duyên đã may cớ sao lại rủi?

Nghĩ nguồn cơn dở dói sao đang?

Vì đâu nên nỗi dở dang

Nghĩ mình mình lại thêm thương nỗi mình!

Trộm nhớ thuở gây mình tạo hoá

Vẻ phù dung một đoá khoe tươi

Nhuỵ hoa chưa mỉm miệng cười

Gấm nàng Ban đã lạt mùi thu dung

Áng Đào Kiển đâm bông não chúng

Khoé thu ba dợn sóng khuynh thành

Bóng gương thấp thoáng dưới mành

Cỏ cây cũng muốn nổi tình mây mưa

Chìm đáy nước cá lờ đờ lặn

Lửng da trời nhạn ngẩn ngơ sa

Hương trời đắm nguyệt say hoa

Tây Thi mất vía, Hằng Nga giật mình

Câu cẩm tú đàn anh họ Lý

Nét đan thanh bậc chị chàng Vương

Cờ tiên rượu thánh ai đương

Lưu Linh, Đế Thích là phường tri âm

Cầm điếm nguyệt phỏng tầm Tư Mã

Địch lầu thu dường gã Tiêu Lang

Dẫu mà miệng hát tay dang

Thiên tiên cũng ngảnh nghê thường trong trăng...